# Bikkarane, Chikmagalur
Bikkarane là một làng thuộc tehsil Chikmagalur, huyện Chikmagalur, bang Karnataka, Ấn Độ.